# Bouër

Bouër este o comună în departamentul Sarthe, Franța. În 2009 avea o populație de 290 de locuitori.